# Одиночка (фильм, 1987)
«Одиночка» (фр. Le Solitaire) — французский криминальный боевик.

## Сюжет
События фильма начинаются в 1984 году.
Комиссар полиции Стан (Жан-Поль Бельмондо) и его друг и напарник Симон собираются уходить в отставку. Вечером накануне подачи прошения об отставке они решили в последний раз совершить рейд в ночной клуб. Там же в тот вечер оказался опасный убийца Шнайдер, с которым у Симона были давние счеты. При попытке задержать преступника Симон погибает. Шнайдеру удается скрыться. Стан остается в полиции и берет на себя заботу о десятилетнем сыне Симона Кристиане.
Проходит два года. Стан остаётся в полиции и даже получает повышение. Шнайдер снова появляется в городе. За его появлением следует череда дерзких ограблений и убийств полицейских осведомителей. Стан начинает охоту на преступника, но из-за соперничества между коллегами из полиции он вынужден действовать в одиночку…

## В ролях
- Жан-Поль Бельмондо — комиссар Стан — дублирует Николай Караченцов
- Жан-Пьер Мало — Шнайдер — дублирует Сергей Малишевский
- Мишель Бон — комиссар Пеззоли — дублирует Андрей Мартынов
- Пьер Вернье — Марен — дублирует Андрей Гриневич
- Франсуа Дюнайе — Рене Пиньон
- Франк Айа — Кристиан, сын Симона — дублирует Владимир Думчев
- Ги Паннеквин — Суматра
- Патрисия Мальвуазен — Брижит
- Валери Стеффен — Кароль
- Иоланда Жило — Сандра — дублирует Наталья Гурзо
- Мишель Кретон — Симон — дублирует Алексей Иващенко
- Эвелин Дресс — Катя
- Бернар Фарси — дублирует Алексей Сафонов